# You (série de televisão)
You (estilizada como YOU - sendo nomeada no Brasil como Você; em Portugal como Tu) é uma série de televisão americana de suspense psicológico desenvolvida por Greg Berlanti e Sera Gamble. Produzida pela Warner Horizon Television, em associação com a Alloy Entertainment e a A&E Studios, a série é baseada no romance de 2014 de mesmo nome de Caroline Kepnes.
A primeira temporada segue Joe Goldberg, gerente de uma livraria de Nova Iorque e um criminoso que se apaixona por uma cliente chamada Guinevere Beck e rapidamente desenvolve uma obsessão extrema, tóxica e delirante. A segunda temporada segue Joe enquanto ele se muda para Los Angeles e se apaixona por Love Quinn, chefe e sócia de uma rede de produtos naturais. A primeira temporada, que foi lançada em 2018, é estrelada por Penn Badgley, Elizabeth Lail, Luca Padovan, Zach Cherry e Shay Mitchell. Para a segunda temporada, Ambyr Childers foi promovida a regular na série, juntando-se aos recém-escalados Victoria Pedretti, James Scully, Jenna Ortega e Carmela Zumbado.
A série estreou na Lifetime em 9 de setembro de 2018 nos Estados Unidos e transmitida internacionalmente pela Netflix em 26 de dezembro de 2018. A série atraiu um público limitado na Lifetime antes de se tornar mais popular e um sucesso crítico para a Netflix, com mais de 43 milhões de espectadores tendo transmitido a primeira temporada após sua estreia no serviço de streaming. A Lifetime anunciou que You foi renovada para uma segunda temporada baseada no romance seguinte de Kepnes, Hidden Bodies, em 26 de julho de 2018, antes da estreia da série. Em dezembro de 2018, foi anunciado que a série mudaria para a Netflix como um título Original Netflix. A segunda temporada foi lançada exclusivamente na Netflix em 26 de dezembro de 2019. Em janeiro de 2020, a série foi renovada para uma terceira temporada pela Netflix, que conta com Badgley e Pedretti reprisando seus papéis. No dia 30 de agosto de 2021, foi confirmado que a terceira temporada iria estrear no dia 15 de outubro. Ainda em outubro de 2021, antes da estreia da terceira temporada, a série foi renovada para uma quarta temporada.
A quarta temporada acabou sendo dividida em duas partes. O primeiro volume de episódios estreou em 9 de fevereiro de 2023, enquanto o segundo no dia 9 de março.

## Premissa

### Primeira temporada
A primeira temporada conta a história de Joseph Goldberg (apelidado como "Joe"), gerente de uma livraria em Nova Iorque, que ao conhecer uma de suas clientes, Guinevere Beck (chamada apenas de "Beck"), uma aspirante escritora, se apaixona por ela. Ele alimenta sua obsessão tóxica usando redes sociais e outras tecnologias para rastrear a presença dela e remover quaisquer obstáculos no seu romance.

### Segunda temporada
Joe Goldberg se muda de Nova Iorque para Los Angeles, afim de escapar de seu passado e começar uma nova vida com uma nova identidade. Quando ele conhece a ávida chef, Love Quinn, Joe começa a cair em seus velhos padrões de obsessão e violência. Enquanto Joe tenta forjar um novo amor na Cidade dos Anjos, ele se esforça para fazer seu relacionamento com Love ter sucesso a todo custo, para evitar o destino de seus empreendimentos românticos anteriores.

### Terceira temporada
Love Quinn e Joe Goldberg mudam-se para construir uma nova vida juntos na cidade de Madre Linda, na Califórnia. Joe busca ter maior controle sobre si, evitando repetir os mesmos erros de seus relacionamentos anteriores, mas o casal enfrenta dificuldades para se ambientar com a nova vizinhança e com a vida de pais e casados, pesando o passado obscuro e a personalidade obsessiva de ambos.

## Elenco

### Elenco
| Intérprete         | Personagem               | Temporadas | Temporadas | Temporadas | Temporadas | Temporadas | Total de Aparições |
| ------------------ | ------------------------ | ---------- | ---------- | ---------- | ---------- | ---------- | ------------------ |
| Intérprete         | Personagem               | 1          | 2          | 3          | 4          | 5          | Total de Aparições |
| Penn Badgley       | Joseph "Joe" Goldberg    | Principal  | Principal  | Principal  | Principal  | Principal  | 50                 |
| Elizabeth Lail     | Guinevere Beck           | Principal  | Convidada  |            | Convidada  | Convidada  | 15                 |
| Victoria Pedretti  | Love Quinn               |            | Principal  | Principal  | Convidada  |            | 21                 |
| Tati Gabrielle     | Marienne Bellamy         |            |            | Principal  | Principal  | Convidada  | 16                 |
| Charlotte Ritchie  | Kate Galvin Lockwood     |            |            |            | Principal  | Principal  | 20                 |
| Madeline Brewer    | Louise Flannery "Bronte" |            |            |            |            | Principal  | 10                 |
| Zach Cherry        | Ethan                    | Principal  |            |            |            | Convidado  | 10                 |
| Luca Padovan       | Paco                     | Principal  |            |            |            | Convidado  | 9                  |
| Shay Mitchell      | Peach Salinger           | Principal  |            |            |            |            | 6                  |
| Ambyr Childers     | Candace Stone            | Recorrente | Principal  |            |            |            | 11                 |
| James Scully       | Forty Quinn              |            | Principal  | Convidado  |            |            | 11                 |
| Jenna Ortega       | Ellie Alves              |            | Principal  |            |            |            | 10                 |
| Carmela Zumbado    | Delilah Alves            |            | Principal  |            |            |            | 10                 |
| Saffron Burrows    | Dottie Quinn             |            | Recorrente | Principal  |            | Convidada  | 12                 |
| Dylan Arnold       | Theo Engler              |            |            | Principal  |            |            | 9                  |
| Shalita Grant      | Sherry Conrad            |            |            | Principal  |            | Convidada  | 11                 |
| Travis Van Winkle  | Cary Conrad              |            |            | Principal  |            | Convidado  | 8                  |
| Tilly Keeper       | Lady Phoebe              |            |            |            | Principal  | Convidado  | 11                 |
| Amy-Leigh Hickmann | Nadia Farran             |            |            |            | Principal  | Recorrente | 12                 |
| Ed Speelers        | Rhys Montrose            |            |            |            | Principal  |            | 10                 |
| Lukas Gage         | Adam Pratt               |            |            |            | Principal  |            | 9                  |
| Anna Camp          | Reagan e Maddie Lockwood |            |            |            |            | Principal  | 9                  |
| Griffin Matthews   | Teddy Lockwood           |            |            |            |            | Principal  | 8                  |

### Recorrente
- John Stamos como Dr. Nicky[11]
- Nicole Kang como Lynn Lieser
- Robin Lord Taylor como Will Bettelheim
- Kathryn Gallagher como Annika Attwater[12]
- Charlie Barnett como Gabe Miranda
- Victoria Cartagena como Claudia
- Magda Apanowicz como Sandy Goldberg
- Billy Lush como Raphael Passero
- Michael Maize as Oficial Nico
- Hari Nef como Blythe
- Daniel Cosgrove como Ron
- Lou Taylor Pucci como Benjamin 'Benji' J. Ashby III

## Episódios
| Temporada | Temporada | Episódios | Episódios | Originalmente exibido  | Originalmente exibido  | Originalmente exibido |
| Temporada | Temporada | Episódios | Episódios | Estreia da temporada   | Final da temporada     | Emissora              |
| --------- | --------- | --------- | --------- | ---------------------- | ---------------------- | --------------------- |
|           | 1         | 10        | 10        | 9 de setembro de 2018  | 11 de novembro de 2018 | Lifetime              |
|           | 2         | 10        | 10        | 26 de dezembro de 2019 | 26 de dezembro de 2019 | Netflix               |
|           | 3         | 10        | 10        | 15 de outubro de 2021  | 15 de outubro de 2021  | Netflix               |
|           | 4         | 10        | 10        | 9 de fevereiro de 2023 | 9 de março de 2023     | Netflix               |
|           | 5         | 10        | 10        | 24 de abril de 2025    | 24 de abril de 2025    | Netflix               |

### 1.ª temporada (2018)
| N.º geral | N.º na temp. | Título Original Título no Brasil                                        | Dirigido por       | Escrito por                      | Exibição original      | Audiência nos Estados Unidos (milhões) |
| --- | ------------ | ----------------------------------------------------------------------- | ------------------ | -------------------------------- | ---------------------- | -------------------------------------- |
| 1 | 1            | "Pilot" "Piloto" (BR)                                                   | Lee Toland Krieger | Greg Berlanti & Sera Gamble      | 9 de setembro de 2018  | 0,82                                   |
| Joe Goldberg é gerente de uma livraria em Nova Iorque que possui um passado misterioso e uma forma psicológica de enxergar tudo que acontece á sua volta, além de uma personalidade certamente irônica. Um dia ele conhece uma aspirante a escritora chamada Guinevere Beck, chamada somente pelo seu sobrenome, uma bela cliente da livraria por quem Joe se interessa a ponto de ficar obcecado por ela, visto que ela começa a ir com frequência no local e ele tenta conhecê-la melhor, assim, começa a tentar descobrir mais sobre ela através de suas redes sociais além de discretamente seguir seus passos, assim, descobrindo sua moradia e os locais que ela frequenta, além de desvendar sobre os amigos e outras pessoas do convívio dela, criando certa obsessão doentia pela moça, visto que ainda consegue ter acesso a seu apartamento quando ela não está. Certa noite, Beck exagera na bebida e acaba deixando seu celular cair nos trilhos do metrô. Joe está por perto quando percebe todo o movimento e acaba seguindo a garota até a estação, onde vê logo em seguida a própria cair nos mesmos trilhos. Por muito pouco, ele acaba salvando ela de ser atropelada, logo após deixando-a em casa e roubando seu celular para obter mais informações sobre ela, também sincronizando seu celular com o antigo que ela tinha. No dia seguinte, Beck percebe tudo que aconteceu(exceto seu celular que fora roubado temporariamente por Joe) e vai até a livraria para agradecer Joe, que aproveita a oportunidade e a chama para sair, até que descobre que ela está saindo com um rapaz chamado Benjamin J. Ashby III, mais conhecido por Benji, um microempreendedor pedante com quem Beck está nutrindo uma relação tóxica, já que ele só a procura para se satisfazer sexualmente. Afim de descobrir mais sobre Benji e tirá-lo de seu caminho, Joe se passa por outra pessoa que está querendo contratar os serviços de seu rival em potencial, assim, o atrai para o porão da livraria, cuja entrada fica aos fundos da mesma e apenas Joe tem total acesso. Num momento de distração de Benji, Joe acerta sua cabeça com uma marreta, ao que o microempreendedor acorda dentro de um suposto aquário no centro do porão, sem entender o que aconteceu. |              |                                                                         |                    |                                  |                        |                                        |
| 2 | 2            | "The Last Nice Guy in New York" "O Último Cara Legal em Nova York" (BR) | Lee Toland Krieger | Sera Gamble                      | 16 de setembro de 2018 | 0,77                                   |
| Benji se dá conta de que Joe o trancou em uma espécie de cela de vidro num porão, ao que este não sabe o que fazer com seu prisioneiro, que ele percebe que é um viciado em cigarros eletrônicos os quais tenta comercializar, além de outras drogas lícitas. Benji está desesperado para ser liberto e até insulta Joe por isso, enquanto o gerente continua investigando Beck, que incialmente nem se dá conta do sumiço de seu suposto namorado e é vítima dos avanços sexuais de seu professor de faculdade, que a ameaça caso ela não fique com ele. Conforme tenta entender melhor a situação afim de intervir a favor de Beck, Joe acaba conhecendo Peach Salinger, uma patricinha metida e arrogante que é a suposta melhor amiga de Beck que antes que Joe intervenha, ela própria defende a amiga, visto que ela própria também já foi vítima do assédio do mesmo professor e já testemunhou o assédio moral e sexual dele a outras jovens alunas. Não demora muito até que Joe comece a ficar mais próximo de Beck a ponto de Peach começar a suspeitar dele também. Enquanto isso, Benji se dá conta de quem Joe é e percebe que este está interessado em Beck, clamando que não tem interesse mais nenhum na moça e que Joe pode ficar com ela, mas o livreiro, vendo que seu prisioneiro é uma pessoa tóxica e mal intencionada(além de ter usado Beck para seu próprio prazer sem se importar com seus sentimentos), decide descobrir um pouco mais sobre ele e temporariamente até banca o amigo de sua vítima, descobrindo que este é alérgico a amendoim, podendo até morrer se ingerir alimentos derivados. até que obtém um vídeo de Benji aplicando um trote universitário de péssimo gosto em um novato da faculdade que acaba morrendo no processo enquanto o próprio Benji fez pouco caso disso, ao que Joe acaba dando a ele um café com óleo de amendoim, fazendo com que Benji tenha uma reação alérgica e morra. Joe alega que Benji morreu como um homem sincero. |              |                                                                         |                    |                                  |                        |                                        |
| 3 | 3            | "Maybe" "Talvez"                                                        | Marcos Siega       | April Blair                      | 23 de setembro de 2018 | 0,57                                   |
| Após a morte de Benji, Joe pensa em como se livrar do corpo sem deixar vestígios, enquanto Beck é intimidada por uma rival de faculdade se passando por sua amiga, sendo esta Blythe, uma aspirante a escritora concorrente, bastante convencida. Conforme o tempo passa sem que Beck tenha notícias de Benji, ela percebe que ele apenas abusou dela e tenta superá-lo, se envolvendo com outros homens para desgosto de Joe, que vendo toda a situação negativa envolvendo sua amada, tenta prová-la que ele é o homem certo para ela, mas conforme faz amizade com as amigas de Beck, ele percebe que ela ainda não tem certeza sobre ele, ao que Beck aos poucos vai se abrindo para Joe, contando sobre sua relação com seu pai, mas quando começam a ter uma conversa mais profunda, eles são interrompidos por Peach, que pede socorro á amiga por estar passando mal devido a uma intoxicação alimentar. Após Joe ajudar Beck a levar Peach para o hospital e deixar as duas a sós, ele tenta mais uma vez se livrar do corpo de Benji, que começa a se decompor e causar mau cheiro a ponto de pessoas detectarem, assim, ele leva o corpo para o meio do mato e planeja queimar o mesmo, mas é quase descoberto por pessoas próximas no processo quando Beck liga para ele, que tem que disfarçar o que está acontecendo. Depois disso, Joe e Beck finalmente tem sua noite de amor, mas ele ejacula cedo demais. |              |                                                                         |                    |                                  |                        |                                        |
| 4 | 4            | "The Captain" "O Capitão" (BR)                                          | Vic Mahoney        | Michael Foley                    | 30 de setembro de 2018 | 0,56                                   |
| Após a ejaculação precoce de Joe durante o sexo, Beck desabafa com suas amigas por mensagem, ao que ele tem acesso por ter consigo o antigo celular dela que está vinculado ao atual. Ainda monitorando seu celular, Joe descobre que Beck está planejando de viajar ao interior para passar o final de semana com um homem mais velho conhecido apenas por "Capitão", ao que um Joe ciumento viaja para Nyack, onde está acontecendo um festival temático de Charles Dickens, assim, Joe logo descobre que o suposto Capitão é na verdade o pai de Beck, Edward, descobrindo que Beck havia mentido sobre ele dizendo que ele teria morrido. Não demora muito até que Peach perceba a presença de Joe no festival, forçando o rapaz a se revelar, fingindo ser uma mera coincidência. Beck apresenta Joe a seu pai e á sua madrasta Nancy, assim como a seus meios irmãos, que são apenas crianças. Durante uma desagradável discussão em família, Beck entra em atrito com sua madrasta que parece desaprovar seu relacionamento com Joe e seu estilo de vida, além de desvalorizar seus objetivos. Quando Joe tenta confortar sua amada, ela explode com ele também, afirmando que ele não a conhece direito. Mais tarde, Beck se desculpa com Joe e conta que seu pai deixou a família graças a uma overdose de drogas e mesmo que tenha se tratado, ela se decepcionou tanto com ele que tentou manter distância desde então, mesmo ele tentando se reaproximar. Joe e Beck se reconciliam tendo mais uma noite de amor, deixando a moça bastante satisfeita. |              |                                                                         |                    |                                  |                        |                                        |
| 5 | 5            | "Living with the Enemy" "Vivendo com o Inimigo" (BR)                    | Marta Cunningham   | Neil Reynolds                    | 7 de outubro de 2018   | 0,57                                   |
| Após voltarem de viagem, Joe e Beck voltam a seu cotidiano normal, quando ele percebe que Peach continua suspeitando dele e tentando atrapalhar o romance entre eles, ao que ele vê uma forma de neutralizar a moça, que afim de ajudar a amiga e conquistar mais sua atenção para si, apresenta Beck a um famoso agente literário, mas quando eles se conhecem melhor, ele acaba revelando a Beck o quanto Peach falou mal dela, o que gera um conflito entre elas. Insistindo em chamar a atenção da amiga, Peach finge um falso suicídio e Beck acaba caindo em sua mentira e a socorre, ao que Joe percebe que Peach sempre conseguirá manipular Beck e terá sua atenção e então a segue sem que ela perceba até o Central Park, onde ele aproveita uma caminhada dela para neutralizá-la, a atingindo com uma pedra na cabeça e a apagando. De volta a seu prédio, Joe lida com o drama de seu vizinho Paco, um garoto que possui certa amizade com Joe e cuja mãe, Cláudia, está envolvida uma relação abusiva com o policial Ron, que também suspeita de Joe e gosta de sempre ameaçá-lo. Paco frogou seu padrasto afim de proteger sua mãe, ao que Joe, tentando evitar que Ron morra, acaba o desintoxicando e o salva, mas o policial, ingrato e achando que Joe o drogou, o espanca e o ameaça novamente, mandando-o ficar longe de Paco. O episódio termina com Joe descobrindo que Peach está viva e acordada. |              |                                                                         |                    |                                  |                        |                                        |
| 6 | 6            | "Amour Fou" "Amour Fou" (BR)                                            | Marcos Siega       | Adria Lang                       | 14 de outubro de 2018  | 0,71                                   |
| Conforme se recupera, Peach tenta envenenar Beck contra Joe, que ela acredita tê-la atacado no parque(o que de fato aconteceu, mas tanto Beck quanto Peach não tem certeza absoluta disso), ao que Joe, sabendo disso, diz a Beck que Peach é apaixonada por ela e vai fazer de tudo para conseguir sua atenção, fazendo de Beck alguém completamente dependente da amiga. Nisso, Peach leva Beck para sua casa de campo em Greenwich e Joe as segue secretamente, apenas para ter alucinações com sua ex-noiva Candace enquanto circula pela casa sem ser notado. Peach e Beck convidam um velho amigo, Raj, para se juntar a elas, ao que os três usam uma espécie de ecstasy e Raj e Peach tentam insinuar que eles e Beck façam sexo a três, ao que ela nega e sai do quarto apenas para escrever para Joe, que esse tempo todo está debaixo da cama testemunhando tudo. Mais tarde, após Raj ir embora, Beck, percebendo que Joe havia dito a verdade confronta Peach sobre sua tentativa de aproximação amorosa e acaba indo embora por conta antes do planejado. Não muito depois disso, Joe é pego por Peach, que percebendo que este invadiu sua casa, aponta uma arma contra ele, que se sente forçado a revelar tudo que sabe sobre ela, mas ainda assim se defende dela, ao que os dois lutam pela arma do lado de fora da casa e a arma dispara, atingindo e matando Peach. Logo em seguida, Joe tenta fazer com que tudo pareça um suicídio, inclusive com uma nota de falecimento da própria Peach via computador, fazendo com que detetives investiguem o caso e acreditem que Peach deu um tiro em si própria. |              |                                                                         |                    |                                  |                        |                                        |
| 7 | 7            | "Everythingship" "Um Relacionamento Especial" (BR)                      | Kellie Cyrus       | April Blair & Amanda Zetterström | 21 de outubro de 2018  | 0,62                                   |
| Descobrindo que Beck faz terapia, Joe se passa por outra pessoa, usando o nome Paul, afim de ser atendido pelo terapeuta Dr. Nicky, fingindo ser gay e descrevendo Beck como um suposto namorado chamado Renaldo. Um mês depois da morte de Peach, Beck segue cada vez mais devastada e Joe sente que o namoro dos dois não está progredindo graças a isso, visto que ela está cada vez mais distante e conforme Joe tenta descobrir mais sobre isso, inclusive a seguindo sem que ela o note, ela percebe a possessão dele e rompe o relacionamento. Conforme vai tendo acesso ás sessões de terapia de Beck, Joe percebe que ela está melhor sem ele e tenta reconquistá-la, sem muito sucesso. Ainda desolado, ele começa a se desentender com Karen, babá de Paco, por quem Joe aos poucos vai despertando um novo interesse amoroso. |              |                                                                         |                    |                                  |                        |                                        |
| 8 | 8            | "You Got Me, Babe" "Eu Sou Seu, Meu Bem!" (BR)                          | Erin Feeley        | Caroline Kepnes                  | 28 de outubro de 2018  | 0,49                                   |
| Três meses depois do término com Beck, Joe está namorando Karen e parece realizado com ela, enquanto a morte de Peach rendeu a Beck a inspiração para escrever um livro. Quando as vidas de Joe e de Beck parecem ir bem cum um sem o outro, ela acaba cruzando com ele na rua acompanhado de Karen e sente ciúmes, logo sentindo saudades deles juntos e escrevendo para seu ex-namorado. Tanto ela quanto ele(se passando por Paul) confessam que acham que Beck é a pessoa certa para Joe e não Karen, o que faz Joe, como Paul, comparar seu atual namorado Brad(nome falso para Karen) com seu ex-namorado Renaldo(Beck). A reconexão dos dois eventualmente acontece quando ambos ajudam na mudança de Ethan, auxiliar da livraria, que irá morar com sua namorada Blythe, ex-rival de Beck que se tornou sua amiga, com isso, Joe e Beck não resistem e transam novamente, com isso, Joe trai Karen e Beck percebe que Joe era muito bom para ela, apesar de ela ter medo de ser dependente dele, ao que ela assume em lágrimas, fazendo com que Joe termine tudo com Karen e volte para Beck. Uma Karen vingativa confronta a atual de seu ex, fazendo Beck pensar o pior de Joe e suspeitar de seu passado tenebroso. |              |                                                                         |                    |                                  |                        |                                        |
| 9 | 9            | "Candace" "Candace" (BR)                                                | Martha Mitchell    | Kelli Breslin & Michael Foley    | 4 de novembro de 2018  | 0,47                                   |
| Joe relembra de seu passado com Candace, quando esta tentava fazer ciúmes a ele com Elijah, a quem Joe enfrenta e chega até a empurrar do alto de uma ponte alta, matando o rapaz acidentalmente. Uma vez que Joe rompeu com Candace e a está evitando desde então, por si própria, Beck começa a investigar mais a fundo sobre o passado de seu namorado e se questiona porque o paradeiro de Candace é atualmente desconhecido, ao que Beck, sem respostas, confronta Joe, que acaba explicando o que aconteceu e apresenta a namorada a Mooney(que após um surto, não consegue se comunicar), o dono original da livraria e figura paterna de Joe, ao que ele descobre que Beck se envolveu romanticamente com seu terapeuta Dr. Nicky e ela admite que isso de fato aconteceu, mas diz que fez isso apenas para esquecer seu amor por Joe. Através de uma conversa entre Beck e Paco, o garoto escapa que Joe possui um lugar secreto onde ele guarda alguns utensílios acima do forro de seu banheiro, ao que ela descobre seu celular antigo assim como os de Benji e Peach, o que a deixa horrorizada. Quando Joe descobre que ela achou tais pertences e descobriu quem ele é e o que fez, ele a neutraliza e a prende no mesmo aquário onde prendeu Benji anteriormente. |              |                                                                         |                    |                                  |                        |                                        |
| 10 | 10           | "Bluebeard's Castle" "O Castelo do Barba Azul" (BR)                     | Marcos Siega       | Sera Gamble & Neil Reynolds      | 11 de novembro de 2018 | 0,53                                   |
| Através de Annika e Lynn, amigas de Peach e Beck, Joe descobre que a família de Peach está investigando sobre sua morte através de um detetive particular. Presa na cela de vidro de Joe, Beck começa a escrever sobre suas próprias ações e ao que elas levaram desde que conheceu Joe, ao que ela sugere que ele use o Dr. Nicky como um álibi para seus crimes. Um abusivo Ron acaba mandando Claudia ao hospital após feri-la, ao que Joe tenta ajudar Paco a fugir de seu padrasto, que os persegue até os fundos do prédio, mas durante um confronto, Joe acaba matando o policial em autodefesa e para proteger seu jovem vizinho, que é incumbido de manter o segredo entre eles. Eventualmente, Joe acaba explicando o porque de ter matado Peach e Benji, justificando seu comportamento através dos abusos mentais que sofrera do Sr. Mooney quando criança, visto que ele já aprisionou o então garoto Joe dentro da mesma cela de vidro. Ela parece ser empática para com ele e compreendê-lo, além de se mostrar grata pelas ações dele, mas apenas finge tal atitude para conseguir que ele a solte e uma vez liberta, ela fere Joe, o prendendo no aquário. Mesmo com Joe preso, ela descobre que o porão está trancado e tenta clamar por Paco, que prefere proteger Joe ao invés de salvar Beck, em forma de gratidão ao que o amigo fez anteriormente(inclusive por pensar que ela sabe sobre Joe ter matado Ron), nisso, Joe escapa de sua cela e consegue alcançar Beck, aparentemente matando-a. Quatro meses depois, é revelado que Joe usou os escritos de Beck afim de incriminar o Dr. Nicky, que é preso, tido como culpado dos assassinatos de Joe. Após o ocorrido, Paco e Claudia se mudam para a Califórnia enquanto Joe é surpreendido por Candace, que diz que Joe ainda tem negócios a resolver com ela. |              |                                                                         |                    |                                  |                        |                                        |

### 2.ª temporada (2019)
| N.º geral | N.º na temp. | Título Original Título no Brasil                                            | Dirigido por          | Escrito por                      | Lançamento             |
| --------- | ------------ | --------------------------------------------------------------------------- | --------------------- | -------------------------------- | ---------------------- |
| 11        | 1            | "A Fresh Start" "Recomeço" (BR)                                             | Kevin Rodney Sullivan | Sera Gamble                      | 26 de dezembro de 2019 |
| 12        | 2            | "Just the Tip" "Só a Ponta" (BR)                                            | Silver Tree           | Michael Foley                    | 26 de dezembro de 2019 |
| 13        | 3            | "What Are Friends For?" "Para Que Servem os Amigos?" (BR)                   | John Scott            | Neil Reynolds                    | 26 de dezembro de 2019 |
| 14        | 4            | "The Good, the Bad & the Hendy" "O Bom, o Mau e o Hendy" (BR)               | DeMane Davis          | Justin W. Lo                     | 26 de dezembro de 2019 |
| 15        | 5            | "Have a Good Weekend, Joe!" "Bom Final de Semana de Bem-Estar, Joe!" (BR)   | Cherie Nowlan         | Amanda Johnson-Zetterström       | 26 de dezembro de 2019 |
| 16        | 6            | "Farewell, My Bunny!" "Adeus, Gatinha" (BR)                                 | Meera Menon           | Adria Lang                       | 26 de dezembro de 2019 |
| 17        | 7            | "Ex-istential Crisis" "Crise Ex-istencial" (BR)                             | Shannon Kohli         | Kelli Breslin                    | 26 de dezembro de 2019 |
| 18        | 8            | "Fear the Loathing in Beverly Hills" "Medo e Delírio em Beverly Hills" (BR) | Harry Jierjian        | Kara Lee Corthron & Justin W. Lo | 26 de dezembro de 2019 |
| 19        | 9            | "P.I. Joe" "Joe Detetive" (BR)                                              | Silver Tree           | Michael Foley & Mairin Reed      | 26 de dezembro de 2019 |
| 20        | 10           | "Love, Actually" "Simplesmente Love" (BR)                                   | Silver Tree           | Sera Gamble & Neil Reynolds      | 26 de dezembro de 2019 |

### 3.ª temporada (2021)
| N.º geral | N.º na temp. | Título                              | Dirigido por    | Escrito por                               | Lançamento            |
| --------- | ------------ | ----------------------------------- | --------------- | ----------------------------------------- | --------------------- |
| 21        | 1            | "And They Lived Happily Ever After" | Silver Tree     | Sera Gamble & Mairin Reed                 | 15 de outubro de 2021 |
| 22        | 2            | "So I Married an Axe Murderer"      | Silver Tree     | Neil Reynolds & Kelli Breslin             | 15 de outubro de 2021 |
| 23        | 3            | "Missing White Woman Syndrome"      | John Scott      | Kara Lee Corthron & Justin W. Lo          | 15 de outubro de 2021 |
| 24        | 4            | "Hands Across Madre Linda"          | John Scott      | Hillary Benefiel & Michael Foley          | 15 de outubro de 2021 |
| 25        | 5            | "Into the Woods"                    | Silver Tree     | Mairin Reed & Amanda Johnson-Zetterström  | 15 de outubro de 2021 |
| 26        | 6            | "W.O.M.B."                          | Silver Tree     | Kelli Breslin & Kara Lee Corthron         | 15 de outubro de 2021 |
| 27        | 7            | "We're All Mad Here"                | Pete Chatmon    | Justin W. Lo & Amanda Johnson-Zetterström | 15 de outubro de 2021 |
| 28        | 8            | "Swing and a Miss"                  | Pete Chatmon    | AB Chao & Dylan Cohen                     | 15 de outubro de 2021 |
| 29        | 9            | "Red Flag"                          | Sasha Alexander | Michael Foley & Hillary Benefiel          | 15 de outubro de 2021 |
| 30        | 10           | "What Is Love?"                     | Silver Tree     | Sera Gamble & Neil Reynolds               | 15 de outubro de 2021 |

## Produção

### Escolha de elenco
Penn Badgley foi escolhido para interpretar o personagem principal Joe Goldberg em junho de 2017. No mês seguinte, Elizabeth Lail, Luca Padovan e Zach Cherry foram escalados nos papéis de Guinevere Beck, Paco e Ethan. Shay Mitchell entrou no elenco como Peach Sallinger, amiga rica de Beck, em agosto. Em setembro, Hari Nef e Daniel Cosgrove foram selecionados para interpretar Blythe, uma escritora talentosa e competitiva, e Ron, um guarda de presidiários, respectivamente.
Em 30 de janeiro de 2019, foi anunciado que Victoria Pedretti havia sido escalada para o papel principal de Love Quinn na segunda temporada. Pedretti havia feito o teste originalmente para o papel de Guinevere Beck antes das filmagens da primeira temporada em 2017. Embora o papel mais tarde tenha ido para Lail, Pedretti foi escalado na temporada seguinte depois que os produtores viram a atuação da atriz em The Haunting of Hill House da Netflix e os diretores de elenco gostaram de sua química com Badgley. Em 31 de janeiro de 2019, James Scully foi escalado para o papel principal como Forty Quinn, irmão de Love, e Jenna Ortega também foi escalada para o papel principal como Ellie Alves.
Em 1 de fevereiro de 2019, Deadline Hollywood relatou que Ambyr Childers havia sido promovida a um papel regular na série, antes da estreia da segunda temporada. Em 21 de fevereiro de 2019, Carmela Zumbado foi escalada para o papel regular da série de Delilah Alves, na segunda temporada. Em 24 de junho de 2019, foi confirmado que John Stamos iria repetir seu papel como Dr. Nicky na segunda temporada. Em 17 de outubro de 2019, Elizabeth Lail confirmou em uma entrevista da Build Series que ela repetiria seu papel como Guinevere Beck em uma aparição especial na segunda temporada.
Em outubro de 2020, Travis Van Winkle e Shalita Grant foram escalados como regulares na série, enquanto Scott Speedman foi escalado para um papel recorrente na terceira temporada. Em novembro de 2020, foi anunciado que Saffron Burrows havia sido promovida ao elenco principal após aparecer na segunda temporada como recorrente. Além disso, Tati Gabrielle e Dylan Arnold também foram escalados no elenco principal para a terceira temporada, com Michaela McManus, Shannon Chan-Kent, Ben Mehl, Chris O'Shea, Christopher Sean, Bryan Safi, Mackenzie Astin, Ayelet Zurer e Jack Fisher no elenco recorrente.

### Filmagens
As filmagens da primeira temporada de You aconteceram em Nova Iorque e terminaram em 19 de dezembro de 2017. Para a segunda temporada, a série transferiu sua produção para a Califórnia para aproveitar os incentivos fiscais fornecidos pela California Film Commission sob sua iniciativa "Program 2.0".

## Lançamento

### Transmissão e disponibilidade
You estreou na Lifetime, nos Estados Unidos em 9 de setembro de 2018. Em maio de 2018, foi anunciado que a Netflix adquiriu os direitos exclusivos de transmissão internacional da série, disponibilizando-a como uma produção original na plataforma. A primeira temporada ficou disponível para transmissão instantânea na Netflix em todo o mundo em 26 de dezembro de 2018. Em 3 de dezembro de 2018, foi anunciado que a Lifetime havia entregado a série para a Netflix.. A série foi renovada para uma segunda temporada que será lançada dia 26 de dezembro de 2019. A série já tem sua terceira temporada confirmada com previsão de estreia para dezembro de 2020.

### Divulgação
O primeiro trailer da série foi lançado em 10 de abril de 2018.

## Repercussão

### Resposta da crítica
No agregador de críticas Rotten Tomatoes, a série tem uma classificação de 89% certificada com 35 comentários, com uma classificação média de 6,81/10. Metacritic, que usa uma média ponderada, atribuiu uma pontuação de 74 em 100 com base em 16 críticas, indicando "comentários geralmente favoráveis".

#### Listas de fim de ano
A tabela a seguir representa a aparição de You em listas de melhores séries de cada ano. 
| Associação           | Posição      |
| -------------------- | ------------ |
| TV Guide             | 5            |
| Associated Press     | 6            |
| The New York Times   | 6            |
| People               | 7            |
| Entertainment Weekly | 8            |
| Los Angeles Times    | 8            |
| Glamour              | Não ordenado |
| Us Weekly            | Não ordenado |